# Kanton Canet-en-Roussillon
Canet-en-Roussillon is een voormalig kanton van het Franse departement Pyrénées-Orientales. Het kanton maakte deel uit van het arrondissement Perpignan. Het werd opgeheven bij decreet van 26 februari 2014 met uitwerking op 22 maart 2015.

## Gemeenten
Het kanton Canet-en-Roussillon omvatte de volgende gemeenten:
- Canet-en-Roussillon (hoofdplaats)
- Sainte-Marie
- Saint-Nazaire
- Villelongue-de-la-Salanque